# Halford John Mackinder
Sir Halford John Mackinder PC (15 de febrer de 1861 – 6 de març de 1947) va ser un geògraf anglès i es considera que és un dels pares fundadors tant del la geopolítica com de la geoestratègia.

## Biografia
Va néixer a Gainsborough, Lincolnshire, Anglaterra, es va educar al Epsom College i Christ Church, Oxford. A Oxford s'especialitzà en zoologia sota Henry Nottidge Moseley, qui va ser el naturalista de la Challenger expedition. Després Halford estudià història amb l'ànim d'estudiar com la teoria de l'evolució podria aparèixer en el desenvolupament humà. Proposava que la geografia física i la geografia humana s'estudiessin dins una sola disciplina. Mackinder va ser President de l'Oxford Union el 1883.
Mackinder es creu que va introduir els termes "manpower" i "heartland" en anglès.

### Influència en l'estratègia Nazi
La Heartland Theory va ser adoptada amb entusiasme per l'escola alemanya de geopolítica (Geopolitik), en particular per Karl Haushofer. Tanmateix Mackinder va ser sempre extremadament crític amb l'explotació alemanya de les seves idees. La interpretació alemanya de la teoria Heartland apareix en la pel·lícula de propaganda The Nazis Strike de Frank Capra.

### Influència en l'estratègia dels Estats Units
La teoria Heartland va ser molt influent en l'estratègia dels Estats Units durant la Guerra Freda.

## Obres
- Mackinder, H.J. On the Scope and Methods of Geography On the Scope and Methods of Geography, Proceedings of the Royal Geographical Society and Monthly Record of Geography, New Monthly Series, Vol. 9, No. 3 (Mar., 1887), pp. 141–174.
- Mackinder, H.J. Sadler, M.E. University extension: has it a future?, London, Frowde, 1890.
- Mackinder, H.J. “A Journey to the Summit of Mount Kenya, British East Africa”, The Geographical Journal, Vol. 15, No. 5 (May, 1900), pp. 453–476.
- Mackinder, H.J. Britain and the British Seas. New York: D. Appleton and company, 1902.
- Mackinder, H.J. "The geographical pivot of history". The Geographical Journal, 1904, 23, pp. 421–37. Available online as Mackinder, H.J. "The Geographical Pivot of History", in Democratic Ideals and Reality Arxivat 2009-03-05 a Wayback Machine., Washington, DC: National Defence University Press, 1996, pp. 175–194.
- Mackinder, H.J. “Man-Power as a Measure of National and Imperial Strength”, National and English Review, XIV, 1905.
- Mackinder, HJ. "Geography and History", The Times. 9 February 1905.
- Mackinder, H.J. as editor of The Regions of the World series which includes the 1902 Britain and the British Seas mentioned above - which included The Nearer East by D.G. Hogarth London, Henry Frowde, 1902 and 1905
- Mackinder, H.J. Our own islands, an elementary study in geography, London: G. Philips, 1907
- Mackinder, H.J. The Rhine: its valley & history. New York: Dodd, Mead. 1908.
- Mackinder, H.J. Eight Lectures on India. London : Waterlow, 1910.
- Mackinder, H.J. The modern British state : an introduction to the study of civics. London: G. Philip, 1914.
- Mackinder, H.J. Democratic Ideals and Reality. New York: Holt, 1919. Available online as Democratic Ideals and Reality Arxivat 2009-03-05 a Wayback Machine., Washington, DC: National Defence University Press, 1996.
- Mackinder, HJ. 1943. "The round world and the winning of the peace", Foreign Affairs, 21 (1943) 595-605. Available online as Mackinder, H.J. "The round world and the winning of the peace", in Democratic Ideals and Reality Arxivat 2009-03-05 a Wayback Machine., Washington, DC: National Defence University Press, 1996, pp. 195–205.